# تي كولن كامبل
تي كولن كامبل (بالإنجليزية: T. Colin Campbell) هو اخصائي تغذية وعالم كيمياء حيوية أمريكي، ولد في 14 مارس 1934 في الولايات المتحدة.

## وصلات خارجية
- الموقع الرسمي
- تي كولن كامبل على موقع IMDb (الإنجليزية)
- تي كولن كامبل على موقع ميوزك برينز (الإنجليزية)
- تي كولن كامبل على موقع قاعدة بيانات الفيلم (الإنجليزية)